# Marc Weber
Marc Weber (ur. 21 marca 1972) – niemiecki wioślarz. Srebrny medalista olimpijski z Atlanty.
Zawody w 1996 były jego jedynymi igrzyskami olimpijskimi. Po medal sięgnął w ósemce. W tej konkurencji zdobył złoto mistrzostw świata w 1995 i srebro w 1998. W 1993 wywalczył brązowy medal mistrzostw świata w czwórce ze sternikiem.